# 11월 5일
11월 5일은 그레고리력으로 309번째(윤년일 경우 310번째) 날에 해당한다.

## 사건
- 1605년 - 가이 포크스가 제임스 1세를 살해하려다 실패한 화약음모사건
- 1688년 - 영국 명예혁명.
- 1757년 - 7년 전쟁 중 프로이센의 프리드리히 2세가 로스바흐 전투에서 프랑스-신성로마제국 연합군을 격파.
- 1870년 - 파리 코뮌 파리 각구의 구장 및 부장 선거 실시
- 1906년 - 폴란드 출신의 물리학자, 화학자, 수학자인 마리 퀴리가 여성으로서는 최초로 소르본 대학교의 강의를 맡다.
- 1911년 - 이탈리아, 트리폴리 및 키레나이카 합병 선언.
- 1912년 - 우드로 윌슨 미국 대통령에 당선.
- 1914년 - 제1차 세계 대전: 영국-프랑스, 對 오스만 제국 선전포고. 키프로스  합병 선언.
- 1916년 -
  - 알베르트 아인슈타인이 독일의 과학학술지인 '물리학 연보'에 일반상대성이론을 발표, '우주는 비유클리드 기하학인 리만기하학에 의해서만 분석가능한 휜 공간'이라고 주장.
  - 폴란드 독립 선언.
- 1922년 - 코민테른 제4차 세계대회 모스크바서 개최.
- 1924년 - 선통제, 자금성에서 축출되다. (베이징 정변)
- 1940년 - 일제강점기: 조선일보/동아일보 폐간.
- 1940년 - 프랭클린 루스벨트 미국 최초로 대통령에 3선.
- 1943년 - 제2차 세계 대전: 미국 5군(마크 클라크 장군 지휘), 이탈리아의 독일군 방어선 라인하르트 라인에 대한 총공격 개시. (이탈리아 전선)
- 1945년 - 콜롬비아 유엔 가입.
- 1949년 - 대한민국, 유엔식량농업기구 가입.
- 1951년 - 유엔총회에 대한민국 대표 파견.
- 1952년 - 미국 34대 대통령에 드와이트 D. 아이젠하워 당선.
- 1956년 - 유엔, 중동경찰군제 창설 결의.
- 1962년 - 대한민국, 제5차 개헌안(대통령중심제-단원제) 공고.
- 1968년 - 리처드 닉슨, 미국 37대 대통령에 당선.
- 1970년 - 춘천호(의암댐)서 나룻배 전복. 승객 59명 중 31명 익사
- 1974년 - 제1회 세계식량회의 로마서 개막.
- 1984년 - 다니엘 오르테가, 니카라과 대통령에 당선.
- 1998년 -
  - 국제천문연맹, 아마추어 천문가 이태형씨가 대한민국서 첫 발견한 소행성 23880 통일 공식 인정.
  - 베이징에서 제4차 차관의 후반기분에 관한 중-일 사무차원의 협의
- 2014년 - 미국 중간선거에서 공화당이 상원과 하원을 석권해서 사실상 승리를 확정지었다. 이로서 8년만에 여소야대 정국이 형성되었다.

## 문화
- 1776년 - 규장각 설치.
- 1875년 - 영국의 축구 클럽 블랙번 로버스 FC 창단.
- 1905년 - 경의선이 개통됐다.
- 1920년 - 경성도서관 개관.
- 1998년 - 조치훈 명인, 세계최연소-세계최단기로 1000승 달성.
- 2003년 - 대한민국에서 2004학년도 대학수학능력시험 시행
- 2004년 - 크립톤 퓨처 미디어에서 여성 보컬로이드이자, 최초 일본어 VOCALOID MEIKO를 발매했다.
- 2005년 - So1 스타리그 2005에서 오영종이 임요환을 꺾고 우승
- 2012년 - MBC가 뉴스 프로그램 뉴스데스크의 방송 시간대를 평일밤 9시에서 저녁 8시로 옮겼다. 반면 중앙일보 종합편성채널 JTBC는 JTBC NEWS 10을 9시로 옮겨 JTBC NEWS 9를 신설했다.
- 2023년 - 일본 프로 야구 일본 시리즈 7차전에서 한신 타이거스가 오릭스 버펄로스를 7대 1로 꺾고 시리즈 전적 4승 3패로 1985년 이후 38년만에 통산 2번째 우승을 달성하였다.

## 탄생
- 1109년 - 고려(高麗)의 제17대 국왕(國王) 인종(仁宗). (~1146년)
- 1750년 - 조선 후기의 정치인, 외교관, 통역관, 실학자 박제가. (~1805년)
- 1770년 - 프랑스의 장군 도미니크 방담. (~1830년)
- 1903년 - 대한민국의 독립운동가 박시창. (~1986년)
- 1906년 - 미국의 군인 커티스 르메이. (~1990년)
- 1913년
  - 영국의 배우 비비언 리. (~1967년)
  - 미국의 배우 존 맥기버. (~1975년)
- 1920년 - 대한민국의 비전향 장기수 허영철. (~2010년)
- 1921년 - 헝가리의 피아니스트 조르주 치프라. (~1994년)
- 1926년
  - 대한민국의 희극인 구봉서. (~2016년)
  - 대한민국의 시인 김종길. (~2017년)
  - 영국의 비평가, 소설가이자 화가 존 버거. (~2017년)
- 1930년
  - 대한민국의 정치인 강보성. (~2021년)
  - 대한민국 육군 군인 이유회. (~1957년)
- 1931년 - 미국의 음악가 아이크 터너. (~2007년)
- 1932년
  - 대한민국의 정치인 박종문.
  - 대한민국의 승려, 저술가 법정. (~2010년)
  - 중국의 작가 바오퉁. (~2022년)
- 1935년 - 대한민국의 군인, 정치인 정순덕.
- 1936년 - 독일의 축구 선수 우베 젤러. (~2022년)
- 1938년 - 아르헨티나의 전 축구 선수, 현 축구 감독 세사르 루이스 메노티. (~2024년)
- 1941년
  - 대한민국의 전 야구 선수, 야구 감독 박영길.
  - 대한민국의 정치인 권영길.
  - 미국의 싱어송라이터, 배우 아트 가펑클.
  - 일본의 애니메이션 감독, 소설가 토미노 요시유키.
- 1946년 - 대한민국의 배우 권병길. (~2023년)
- 1948년 - 폴란드의 권투 선수 야누시 고르타트. (~2023년)
- 1950년 - 대한민국의 국회의원, 국회의장 정세균.
- 1951년 - 대한민국의 PD 김종학. (~2013년)
- 1952년
  - 대한민국의 영화 배우 송경철.
  - 미국의 농구 선수, 캐스터 빌 월튼. (~2024년)
  - 우크라이나의 축구 선수, 축구 감독 올레흐 블로힌.
- 1954년 - 아르헨티나의 전 축구 선수, 현 축구 감독 알레한드로 사벨라. (~2020년)
- 1955년 - 미국의 방송인, 사업가 크리스 제너.
- 1957년 - 미국의 모델, 배우 존 에릭 핵섬. (~1984년)
- 1958년
  - 대한민국의 사회복지 출신 정치인 남인순.
  - 미국의 배우 로버트 패트릭.
- 1959년 - 캐나다의 음악가 브라이언 애덤스.
- 1960년 - 영국의 배우 틸다 스윈턴.
- 1961년
  - 대한민국의 야구 선수 정삼흠.
  - 미국의 군인 조지프 T. 화이트.
  - 대한민국의 가수 주현미.
- 1963년 - 프랑스의 전 축구 선수 장피에르 파팽.
- 1964년
  - 네덜란드의 배우 팜커 얀선.
  - 가나의 축구 선수 아베디 펠레.
- 1965년 - 대한민국의 배우 조민기. (~2018년)
- 1966년 - 일본의 기타리스트 미치야 하루하타.
- 1967년 - 폴란드의 가수 카야.
- 1968년 - 미국의 배우 샘 록웰.
- 1969년 - 대한민국의 영화 감독, 각본가 김한민.
- 1970년
  - 벨라루스의 레슬링 선수 세르게이 리시트반.
  - 일본의 야구 선수 미야모토 신야.
- 1971년
  - 영국의 기타 연주자, 음악가 조니 그린우드 (라디오헤드).
  - 대한민국의 배우 김영민.
- 1972년 - 대한민국의 사회운동가, 정치인 이종철.
- 1973년
  - 미국의 야구 선수 조니 데이먼.
  - 대한민국의 전 농구 선수 정재헌.
- 1974년 - 미국의 싱어송라이터 라이언 애덤스.
- 1976년
  - 대한민국의 배우 박정철.
  - 일본의 애니메이션 감독 아라키 테츠로.
  - 일본의 레슬링 선수 이노우에 겐지.
- 1978년
  - 대한민국의 성우 박성태.
  - 대한민국의 전 기상 캐스터 조경아.
- 1979년 - 온두라스의 전 축구 선수 다비드 수아소.
- 1980년
  - 대한민국의 배우 정근.
  - 대한민국의 배우 정이랑.
  - 독일의 축구 선수 크리스토프 메첼더.
- 1981년 - 러시아의 정치인, 언론인, 텔레비전 진행자 크세니야 솝차크.
- 1982년 - 대한민국의 배우 한지민.
- 1983년
  - 대한민국의 희극인 안영미.
  - 대한민국의 전 리그 오브 레전드 프로게이머 최연성.
  - 영국의 모델 얼렉서 청.
- 1984년
  - 대한민국의 모델, 배우 정천석.
  - 대한민국의 레이싱 모델 서유진.
  - 케냐의 육상 선수 엘리우드 킵초게.
- 1985년
  - 일본의 가수 다나카 고키.
  - 대한민국의 사업가 박현선.
- 1986년
  - 대한민국의 가수 보아.
  - 덴마크의 축구 선수 카스페르 슈마이켈.
  - 대한민국의 배우 윤금선아.
- 1987년 - 대한민국의 래퍼, 배우 건일 (초신성).
- 1988년
  - 일본의 성우 하라 사유리.
  - 프랑스의 펜싱 선수 야니크 보렐.
- 1989년 - Lowcost Cosplay.
- 1990년
  - 대한민국의 가수 클랑.
  - 오스트레일리아의 전 스켈레톤 선수 재클린 내러콧
- 1991년 - 대한민국의 축구 선수 김원식.
- 1992년
  - 대한민국의 배우 이다인.
  - 일본의 가수 와타나베 쇼타 (Snow Man).
  - 이탈리아의 축구 선수 마르코 베라티.
  - 일본의 프로 야구 선수 가이 다쿠야.
- 1993년
  - 일본의 배우 타와다 히데야.
  - 대한민국의 모델 비비안.
- 1994년
  - 대한민국의 가수 강민건.
  - 중국의 가수 루징 (GNZ48).
  - 대한민국의 리그 오브 레전드 프로게이머 프로즌.
- 1995년 - 대한민국의 배우 신도현.
- 1996년 - 일본의 가수 스즈키 코노미.
- 1997년 - 대한민국의 가수 강경원 (희나피아).
- 1998년
  - 대한민국의 랩 록 음악가 겸 기타리스트이자 피아니스트 조현.
  - 대한민국의 가수 큐 (더보이즈).
  - 일본의 가수 오가타 리사(츠바키 팩토리).
  - 일본의 AV 배우 오구라 유나.
  - 일본의 축구 선수 도미야스 다케히로.
- 1999년 - 대한민국의 가수 유경.
- 2000년
  - 대한민국의 야구 선수 서준원.
  - 중국의 가수 리자리. (AKB48 Team SH)
- 2001년 - 일본의 가수 사토 안쥬 (NGT48).
- 2002년 - 대한민국의 축구 선수 전용운.
- 2003년 - 이탈리아의 축구 선수 윌프리드 뇬토.
- 2004년
  - 조선민주주의인민공화국의 다이빙 선수 조진미.
  - 대한민국의 모델, 배우 소아린.
- 2010년 - 대한민국의 영화배우 이가연.
- 2013년 - 대한민국의 아역 배우 이한, 이결.

## 사망
- 1836년 - 체코슬로바키아의 시인 카렐 히네크 마하. (1810년~)
- 1879년 - 영국의 물리학자 제인스 클러크 맥스웰. (1831년~)
- 1964년 - 프랑스의 왕자, 레이싱카 운전사 부르봉파르마 왕자 자크. (1922년~)
- 1977년 - 프랑스의 작가, 편집자 르네 고시니. (1926년~)
- 1981년 - 프랑스의 영화 감독 장 외스타슈. (1938년~)
- 1987년 - 대한민국의 화가 허건. (1907년~)
- 1989년 - 미국의 피아니스트 블라디미르 호로비츠. (1903년~)
- 2003년 - 대한민국의 미술가, 화가 원석연. (1922년~)
- 2005년 - 대한민국의 미술가, 화가 박원수. (1914년~)
- 2006년 - 대한민국의 정치인, 국회의원 구논회. (1960년~)
- 2012년 - 대한민국의 소설가 김문수. (1939년~)
- 2017년 - 대한민국의 법조인 변정수. (1930년~)
- 2022년
  - 미국의 가수 에런 카터. (1987년~)
  - 대한민국의 야구 선수 홍순호. (1962년~)
- 2023년 - 대한민국의 의사 박상은. (1958년~)
- 2024년 - 뉴질랜드의 육상선수 머리스 체임벌린. (1935년~)

## 기념일
- 소상공인의 날: 대한민국
- 바둑의 날: 대한민국
- 가이 포크스의 밤: 1605년 11월 5일의 화약음모사건의 실패를 기념하는 날, 영국& 뉴질랜드& 캐나다 일부 지역.

## 같이 보기
- 전날: 11월 4일 다음날: 11월 6일 - 전달: 10월 5일 다음달: 12월 5일
- 음력: 11월 5일
- 모두 보기